# Цикл женских турниров ITF 2011 (октябрь — декабрь)
Цикл женских турниров ITF 2011 (англ. 2011 ITF Women's Circuit) — ежегодный женский тур профессиональных теннисистов, проводимый Международной федерацией тенниса.
Статья содержит результаты последней четверти года — с октября по декабрь.

## Расписание

### Легенда
| Призовой фонд |
| 100 000 USD   |
| 75 000 USD    |
| 50 000 USD    |
| 25 000 USD    |
| 10 000 USD    |

### Октябрь
| Дата начала | Турнир                                                                                 | Чемпионки (Счёт финала)                                      | Финалистки                                     |
| ----------- | -------------------------------------------------------------------------------------- | ------------------------------------------------------------ | ---------------------------------------------- |
| 3 октября   | Анталия, Турция $10,000 — Грунт Турнир 2011                                            | Юлия Майр 6-1 6-3                                            | Эвелин Майр                                    |
| 3 октября   | Анталия, Турция $10,000 — Грунт Турнир 2011                                            | Эвелин Майр Юлия Майр 7-6(5) 6-0                             | Анаук Тигу Бернис ван де Вельде                |
| 3 октября   | Мадрид, Испания $10,000 — Грунт Турнир 2011                                            | Марина Жираль-Лорес 4-6 6-4 6-4                              | Нурия Паррисас-Диас                            |
| 3 октября   | Мадрид, Испания $10,000 — Грунт Турнир 2011                                            | Ким-Алице Грайдек Юстина Егёлка 6-3 6-3                      | Ванеса Фурланетто Аранса Салют                 |
| 3 октября   | Пирот, Сербия $10,000 — Грунт Турнир 2011                                              | Наталья Костич 6-3 6-3                                       | Йована Якшич                                   |
| 3 октября   | Пирот, Сербия $10,000 — Грунт Турнир 2011                                              | Чилла Аргелан Далия Зафирова 6-2 6-2                         | Елена Лазаревич Ана Михаэла Владуту            |
| 3 октября   | Сан-Паулу, Бразилия $10,000 — Грунт Турнир 2011                                        | Паула Кристина Гонсалвес 6-2 6-3                             | Барбара Луш                                    |
| 3 октября   | Сан-Паулу, Бразилия $10,000 — Грунт Турнир 2011                                        | Мария-Фернанда Алвес Габриэла Се 6-2 6-4                     | Флавия Дешандт Араужо Паула Кристина Гонсалвес |
| 3 октября   | Сеттимо-Сан-Пьетро, Италия $10,000 — Грунт Турнир 2011                                 | Анна Шефер 3-6 6-3 7-6(3)                                    | Федерика ди Сарра                              |
| 3 октября   | Сеттимо-Сан-Пьетро, Италия $10,000 — Грунт Турнир 2011                                 | Каролин Даниэлс Лаура Шедер 7-5 6-4                          | Федерика ди Сарра Аличе Саворетти              |
| 3 октября   | Солин, Хорватия $10,000 — Грунт Турнир 2011                                            | Дияна Бановец 7-5 7-5                                        | Зузана Злохова                                 |
| 3 октября   | Солин, Хорватия $10,000 — Грунт Турнир 2011                                            | Мартина Борецкая Петра Крейсова 3-6 6-4 [10-3]               | Карин Моргосова Ленка Тварошкова               |
| 3 октября   | Уильямбург, США $10,000 — Грунт Турнир 2011                                            | Даниэль Коллинз 6-1 6-3                                      | Ника Кухарчук                                  |
| 3 октября   | Уильямбург, США $10,000 — Грунт Турнир 2011                                            | Бриттани Огастин Элизабет Люмпкин 6-3 6-4                    | Сильвия Косаковски Кристина-Мадалина Станку    |
| 3 октября   | Добрич, Болгария $25,000 — Грунт Турнир 2011                                           | Елица Костова 7-6(6) 6-2                                     | Елена Богдан                                   |
| 3 октября   | Добрич, Болгария $25,000 — Грунт Турнир 2011                                           | Диана Марку Кристина-Андрея Миту 4-6 6-3 [10-6]              | Лаура-Иоана Андрей Кристина Дину               |
| 3 октября   | Эсперанс, Австралия $25,000 — Хард Турнир 2011                                         | Кейси Деллакква 6-2 6-1                                      | Оливия Роговска                                |
| 3 октября   | Эсперанс, Австралия $25,000 — Хард Турнир 2011                                         | Кейси Деллакква Оливия Роговска 6-3 6-2                      | Моника Адамчак Сандра Заневская                |
| 3 октября   | Палембанг, Индонезия $25,000 — Хард Турнир 2011                                        | Ирина Бремон 6-2 6-3                                         | Аю-Фани Дамаянти                               |
| 3 октября   | Палембанг, Индонезия $25,000 — Хард Турнир 2011                                        | Тамарин Хендлер Шанель Симмондс 6-4 6-2                      | Аю-Фани Дамаянти Джесси Ромпис                 |
| 3 октября   | Ереван, Армения $25,000 — Грунт Турнир 2011                                            | Джулия Коэн 7-6(6) 6-2                                       | Андреа Кох Бенвенуто                           |
| 3 октября   | Ереван, Армения $25,000 — Грунт Турнир 2011                                            | Татия Микадзе София Шапатава 6-1 6-4                         | Елизавета Янчук Ольга Янчук                    |
| 3 октября   | Канзас-сити, США $50,000 — Хард Турнир 2011                                            | Варвара Лепченко 6-4 6-1                                     | Ромина Опранди                                 |
| 3 октября   | Канзас-сити, США $50,000 — Хард Турнир 2011                                            | Мария Абрамович Ева Грдинова 2-6 6-2 [10-4]                  | Джейми Хэмптон Айла Томлянович                 |
| 3 октября   | Кофу, Япония $50,000 — Хард Турнир 2011                                                | Чжан Кайчжэнь 6-4 1-6 6-4                                    | Мэнди Минелла                                  |
| 3 октября   | Кофу, Япония $50,000 — Хард Турнир 2011                                                | Чжань Цзиньвэй Сюй Вэньсинь 6-3 6-4                          | Рэми Тэдзука Акико Ёнэмура                     |
| 10 октября  | Анталия, Турция $10,000 — Грунт Турнир 2011                                            | Агнезе Цуккини 6-0 — отказ                                   | Ана Богдан                                     |
| 10 октября  | Астана, Казахстан $10,000 — Хард Турнир 2011                                           | Полина Виноградова 6-3 6-2                                   | Александра Артамонова                          |
| 10 октября  | Астана, Казахстан $10,000 — Хард Турнир 2011                                           | Никола Франкова Полина Родионова 6-2 5-7 [10-5]              | Диана Исаева Елизавета Анна Немчинов           |
| 10 октября  | Бол, Хорватия $10,000 — Грунт Турнир 2011                                              | Карла Попович 6-2 6-7(0) 7-5                                 | Ива Мековец                                    |
| 10 октября  | Бол, Хорватия $10,000 — Грунт Турнир 2011                                              | Карин Моргосова Ленка Тварошкова 6-2 6-0                     | Морган Понс Алис Тиссе                         |
| 10 октября  | Кальяри, Италия $10,000 — Грунт Турнир 2011                                            | Александра Саснович 6-4 6-3                                  | Анна Шефер                                     |
| 10 октября  | Кальяри, Италия $10,000 — Грунт Турнир 2011                                            | Джулия Габба Аличе Саворетти 6-4 6-4                         | Валерия Подда Джада Схулинк                    |
| 10 октября  | Сан-Паулу, Бразилия $10,000 — Грунт Турнир 2011                                        | Каролина Себальос 6-4 6-4                                    | Мария-Фернанда Алвес                           |
| 10 октября  | Сан-Паулу, Бразилия $10,000 — Грунт Турнир 2011                                        | Мария-Фернанда Алвес Карина Вендитти 6-2 6-4                 | Габриэла Се Сесилия Коста Мельжар              |
| 10 октября  | Ереван, Армения $10,000 — Грунт Турнир 2011                                            | Ана-Каролина Шмидлова 6-4 6-3                                | Татия Микадзе                                  |
| 10 октября  | Ереван, Армения $10,000 — Грунт Турнир 2011                                            | Анастасия Гримальска Анастасия Васильева 6-3 6-3             | Ани Амирагян Татия Микадзе                     |
| 10 октября  | Калгурли, Австралия $25,000 — Хард Турнир 2011                                         | Кейси Деллакква 6-2 6-2                                      | Моника Адамчак                                 |
| 10 октября  | Калгурли, Австралия $25,000 — Хард Турнир 2011                                         | Кейси Деллакква Оливия Роговска 6-1 6-1                      | Сюй Ифань Чжан Кайлинь                         |
| 10 октября  | Сант-Кугат-дель-Вальес, Испания $25,000 — Грунт Турнир 2011                            | Река-Луца Яни 6-4 6-2                                        | Маргалита Чахнашвили                           |
| 10 октября  | Сант-Кугат-дель-Вальес, Испания $25,000 — Грунт Турнир 2011                            | Яна Чепелова Катажина Питер 6-3 2-6 [10-6]                   | Летисия Костас-Морейра Инес Феррер-Суарес      |
| 10 октября  | Жуэ-ле-Тур, Франция $50,000 — Хард(i) Турнир 2011                                      | Алисон Риск 2-6 6-2 7-5                                      | Акгуль Аманмурадова                            |
| 10 октября  | Жуэ-ле-Тур, Франция $50,000 — Хард(i) Турнир 2011                                      | Людмила Киченок Надежда Киченок 6-2 6-0                      | Эйрини Георгату Ирэна Павлович                 |
| 10 октября  | Трой, США $50,000 — Хард Турнир 2011                                                   | Ромина Опранди 6-1 6-2                                       | Варвара Лепченко                               |
| 10 октября  | Трой, США $50,000 — Хард Турнир 2011                                                   | Елена Бовина Валерия Савиных 7-6(6) 6-3                      | Варвара Лепченко Машона Вашингтон              |
| 17 октября  | Алма-Ата, Казахстан $10,000 — Хард Турнир 2011                                         | Александра Артамонова 6-4 2-6 6-3                            | Бермет Дуванаева                               |
| 17 октября  | Алма-Ата, Казахстан $10,000 — Хард Турнир 2011                                         | Анна Данилина Камила Керимбаева 6-3 6-1                      | Никола Франкова Залина Хайрудинова             |
| 17 октября  | Аннаба, Алжир $10,000 — Грунт Турнир 2011                                              | Алина Вессель 6-3 6-1                                        | Констанца Мекки                                |
| 17 октября  | Аннаба, Алжир $10,000 — Грунт Турнир 2011                                              | Амандин Казо Алина Вессель 6-4 6-3                           | Штефани Хирш Линда Майр                        |
| 17 октября  | Анталия, Турция $10,000 — Грунт Турнир 2011                                            | Диана Энаке 6-4 6-2                                          | Анна-Лена Фридзам                              |
| 17 октября  | Анталия, Турция $10,000 — Грунт Турнир 2011                                            | София Квацабая Марина Заневская 6-4 6-1                      | Диана Энаке Даниэлла Хармсен                   |
| 17 октября  | Дубровник, Хорватия $10,000 — Грунт Турнир 2011                                        | Наталья Костич 7-6(2) — отказ                                | Эстель Гисар                                   |
| 17 октября  | Дубровник, Хорватия $10,000 — Грунт Турнир 2011                                        | Грасия Радованович Деяна Райцкович 6-1 7-6(5)                | Вивьен Юхасова Мартина Кубичикова              |
| 17 октября  | Гояния, Бразилия $10,000 — Грунт Турнир 2011                                           | Мария-Фернанда Алвес 6-2 6-4                                 | Карла Лусеро                                   |
| 17 октября  | Гояния, Бразилия $10,000 — Грунт Турнир 2011                                           | Хасмин Бритос Карла Лусеро 0-6 6-4 [10-6]                    | Мария-Фернанда Алвес Габриэла Се               |
| 17 октября  | Монтего-Бей, Ямайка $10,000 — Хард Турнир 2011                                         | Зузана Злохова 6-4 6-3                                       | Анамика Бхаргава                               |
| 17 октября  | Монтего-Бей, Ямайка $10,000 — Хард Турнир 2011                                         | Никола Губнерова Зузана Злохова 6-4 6-4                      | Никола Джордж Катерина Крамперова              |
| 17 октября  | Глазго, Великобритания $25,000 — Хард(i) Турнир 2011                                   | Клер Фёэрстен 6-3 6-1                                        | Ивонн Мойсбургер                               |
| 17 октября  | Глазго, Великобритания $25,000 — Хард(i) Турнир 2011                                   | Эмма Лайне Кристина Младенович 6-2 6-4                       | Ивонн Мойсбургер Штефани Фогт                  |
| 17 октября  | Лагос, Нигерия $25,000 — Хард Турнир 2011                                              | Элина Свитолина 6-4 6-3                                      | Донна Векич                                    |
| 17 октября  | Лагос, Нигерия $25,000 — Хард Турнир 2011                                              | Нина Братчикова Мелани Клаффнер 7-5 5-7 [10-6]               | Тадея Маерич Александрина Найденова            |
| 17 октября  | Макинохара, Япония $25,000 — Ковёр Турнир 2011                                         | Каролина Плишкова 6-7(5) 6-2 6-0                             | Эрика Сэма                                     |
| 17 октября  | Макинохара, Япония $25,000 — Ковёр Турнир 2011                                         | Сюко Аояма Котоми Такахата 6-2 7-5                           | Дзюнри Намигата Акико Ёнэмура                  |
| 17 октября  | Рок-Хилл, США $25,000 — Хард Турнир 2011                                               | Ромина Опранди 7-5 6-1                                       | Грейс Мин                                      |
| 17 октября  | Рок-Хилл, США $25,000 — Хард Турнир 2011                                               | Мария Абрамович Роксана Вайсемберг 3-6 6-3 [10-5]            | Мэдисон Бренгл Габриэла Пас                    |
| 17 октября  | Samsung Securities Cup Сеул, Южная Корея $25,000 — Хард Турнир 2011                    | Се Шувэй 6-1 6-0                                             | Юрика Сэма                                     |
| 17 октября  | Samsung Securities Cup Сеул, Южная Корея $25,000 — Хард Турнир 2011                    | Кан Со Кюн Ким На Ри 5-7 6-1 [10-7]                          | Ким Чи Юн Ю Ми                                 |
| 17 октября  | Севилья, Испания $25,000 — Грунт Турнир 2011                                           | Река-Луца Яни 2-6 6-3 6-3                                    | Эстрелья Кабеса-Кандела                        |
| 17 октября  | Севилья, Испания $25,000 — Грунт Турнир 2011                                           | Лара Арруабаррена Эстрелья Кабеса-Кандела 6-4 6-4            | Летисия Костас-Морейра Инес Феррер-Суарес      |
| 17 октября  | Лимож, Франция $50,000 — Хард(i) Турнир 2011                                           | Сорана Кырстя 6-2 6-2                                        | София Арвидссон                                |
| 17 октября  | Лимож, Франция $50,000 — Хард(i) Турнир 2011                                           | София Арвидссон Джилл Крейбас 6-4 4-6 [10-7]                 | Каролин Гарсия Орели Веди                      |
| 24 октября  | Анталия, Турция $10,000 — Грунт Турнир 2011                                            | Диана Энаке 6-1 6-7(5) 6-4                                   | Марина Заневская                               |
| 24 октября  | Анталия, Турция $10,000 — Грунт Турнир 2011                                            | Диана Энаке Даниэлла Хармсен 6-0 6-3                         | Лаура-Иоана Андрей Камелия-Елена Христя        |
| 24 октября  | Богота, Колумбия $10,000 — Грунт Турнир 2011                                           | Патрисия Ку Флорес 6-7(6) 7-5 6-3                            | Сесилия Коста Мелгар                           |
| 24 октября  | Богота, Колумбия $10,000 — Грунт Турнир 2011                                           | Патрисия Ку Флорес Катрин-Габриэла Миранда-Чанг 6-4 7-5      | Сесилия Коста Мелгар Белен Людуэна             |
| 24 октября  | Дубровник, Хорватия $10,000 — Грунт Турнир 2011                                        | Мартина Карегаро 6-3 6-3                                     | Виктория Кан                                   |
| 24 октября  | Дубровник, Хорватия $10,000 — Грунт Турнир 2011                                        | Виктория Кан Барбора Крейчикова 7-6(3) 6-0                   | Мартина Кубичикова Далия Зафирова              |
| 24 октября  | Гояния, Бразилия $10,000 — Грунт Турнир 2011                                           | Беатрис Хаддад Майя 6-2 6-0                                  | Барбара Луш                                    |
| 24 октября  | Гояния, Бразилия $10,000 — Грунт Турнир 2011                                           | Паула Кристина Гонсалвес Беатрис Хаддад Майя 6-4 5-7 [12-10] | Флавия Дешандт Араужо Карина Вендитти          |
| 24 октября  | Монтего-Бей, Ямайка $10,000 — Хард Турнир 2011                                         | Катерина Крамперова 7-6(5) 2-6 6-1                           | Зузана Злохова                                 |
| 24 октября  | Монтего-Бей, Ямайка $10,000 — Хард Турнир 2011                                         | Дженнифер Брэди Никола Губнерова 6-3 6-1                     | Химена Эрмосо Иветта Лопес                     |
| 24 октября  | Стокгольм, Швеция $10,000 — Хард(i) Турнир 2011                                        | Анетт Контавейт 6-4 6-2                                      | Зина Кайзер                                    |
| 24 октября  | Стокгольм, Швеция $10,000 — Хард(i) Турнир 2011                                        | Кверина Лемойне Лисанна ван Рит 7-5 6-1                      | Элеанор Дин Антония Лоттнер                    |
| 24 октября  | Баямон, Пуэрто-Рико $25,000 — Хард Турнир 2011                                         | Мишель Ларшер де Бриту 6-3 6-2                               | Моника Пуиг                                    |
| 24 октября  | Баямон, Пуэрто-Рико $25,000 — Хард Турнир 2011                                         | Шанель Симмондс Айла Томлянович 6-3 6-1                      | Виктория Дюваль Александра Кик                 |
| 24 октября  | Хамамацу, Япония $25,000 — Ковёр Турнир 2011                                           | Каролина Плишкова 6-2 7-6(4)                                 | Дзюнри Намигата                                |
| 24 октября  | Хамамацу, Япония $25,000 — Ковёр Турнир 2011                                           | Нацуми Хамамура Аюми Ока 6-3 6-3                             | Хюинь Фыонг Дай Чанг Варатчая Вонгтинчай       |
| 24 октября  | Лагос, Нигерия $25,000 — Хард Турнир 2011                                              | Тамарин Хендлер 6-4 7-5                                      | Донна Векич                                    |
| 24 октября  | Лагос, Нигерия $25,000 — Хард Турнир 2011                                              | Мелани Клаффнер Агнеш Сатмари 6-0 6-7(1) [10-5]              | Данка Ковинич Элина Свитолина                  |
| 24 октября  | Нетания, Израиль $25,000 — Хард Турнир 2011                                            | Дина Пфиценмайер 7-6(5) 4-6 6-1                              | Чагла Бююкакчай                                |
| 24 октября  | Нетания, Израиль $25,000 — Хард Турнир 2011                                            | Чагла Бююкакчай Пемра Озген 7-5 6-3                          | Николь Клерико Юлия Глушко                     |
| 24 октября  | Порт-Пири, Австралия $25,000 — Хард Турнир 2011                                        | Оливия Роговска 6-3 6-2                                      | Бояна Бобушич                                  |
| 24 октября  | Порт-Пири, Австралия $25,000 — Хард Турнир 2011                                        | Изабелла Холланд Салли Пирс Без игры                         | Моника Адамчак Бояна Бобушич                   |
| 24 октября  | Сагеней, Канада $50,000 — Хард(i) Турнир 2011                                          | Тимея Бабош 7-6(7) 6-3                                       | Джулия Босеруп                                 |
| 24 октября  | Сагеней, Канада $50,000 — Хард(i) Турнир 2011                                          | Тимея Бабош Джессика Пегула 6-4 6-3                          | Габриэла Дабровски Мари-Эв Пеллетье            |
| 24 октября  | AEGON GB Pro-Series Barnstaple Барнстапл, Великобритания $75,000 — Хард(i) Турнир 2011 | Энн Кеотавонг 6-1 6-3                                        | Марта Домаховска                               |
| 24 октября  | AEGON GB Pro-Series Barnstaple Барнстапл, Великобритания $75,000 — Хард(i) Турнир 2011 | Ева Бирнерова Энн Кеотавонг 7-5 6-1                          | Сандра Клеменшиц Татьяна Малек                 |
| 24 октября  | Вьеннский международный турнир Пуатье, Франция $100,000 — Хард(i) Турнир 2011          | Кимико Датэ-Крумм 7-6(3) 6-4                                 | Елена Балтача                                  |
| 24 октября  | Вьеннский международный турнир Пуатье, Франция $100,000 — Хард(i) Турнир 2011          | Виржини Раззано Ализе Корне 6-3 6-2                          | Мария Кондратьева Софи Лефевр                  |
| 31 октября  | Анталия, Турция $10,000 — Грунт Турнир 2011                                            | Йована Якшич 6-4 6-2                                         | Анна Познихиренко                              |
| 31 октября  | Анталия, Турция $10,000 — Грунт Турнир 2011                                            | Василиса Булгакова Мартина Кубичикова 7-6(3) 2-6 [12-10]     | Лаура-Иоана Андрей Ралука Елена Платон         |
| 31 октября  | Асунсьон, Парагвай $10,000 — Грунт Турнир 2011                                         | Романа Каролина Табак 5-7 7-6(7) 7-5                         | Мария Иригойен                                 |
| 31 октября  | Асунсьон, Парагвай $10,000 — Грунт Турнир 2011                                         | Майлен Ору Мария Иригойен 6-3 4-6 [10-5]                     | Татьяна Буа Лусиана Сарменти                   |
| 31 октября  | Богота, Колумбия $10,000 — Грунт Турнир 2011                                           | Юлиана Лисарасо 4-6 7-5 6-4                                  | Карен Кастибланко                              |
| 31 октября  | Богота, Колумбия $10,000 — Грунт Турнир 2011                                           | Мартина Франтова Либби Мума 7-5 6-1                          | Ленка Бродшова Кайра Войсик                    |
| 31 октября  | Кучинг, Малайзия $10,000 — Хард Турнир 2011                                            | Луксика Кумкхум 7-6(3) 6-3                                   | Нунгнадда Ваннасук                             |
| 31 октября  | Кучинг, Малайзия $10,000 — Хард Турнир 2011                                            | Луксика Кумкхум Нунгнадда Ваннасук 6-4 6-3                   | Лу Цзясян Лу Цзяцзин                           |
| 31 октября  | Минск, Беларусь $10,000 — Ковёр(i) Турнир 2011                                         | Ольга Янчук 6-3 4-6 6-4                                      | Юлия Валетова                                  |
| 31 октября  | Минск, Беларусь $10,000 — Ковёр(i) Турнир 2011                                         | Полина Монова Анна Смолина 6-3 6-4                           | Ольга Янчук Лидия Морозова                     |
| 31 октября  | Монтего-Бей, Ямайка $10,000 — Хард Турнир 2011                                         | Тереза Гладикова 6-3 7-5                                     | Келси Лоренте                                  |
| 31 октября  | Монтего-Бей, Ямайка $10,000 — Хард Турнир 2011                                         | Шалена Шоль Зузана Злохова 6-2 6-2                           | Федерика Грациозо Катерина Крамперова          |
| 31 октября  | Стокгольм, Швеция $10,000 — Хард(i) Турнир 2011                                        | Антония Лоттнер 4-6 6-4 7-5                                  | Кверина Лемойне                                |
| 31 октября  | Стокгольм, Швеция $10,000 — Хард(i) Турнир 2011                                        | Гислайне ван Бал Лисанна ван Рит 6-2 6-7(5) [10-7]           | Карен Барбат Юлия Киммельманн                  |
| 31 октября  | Сандерленд, Великобритания $10,000 — Хард(i) Турнир 2011                               | Алисон ван Эйтванк 6-4 6-1                                   | Тара Мур                                       |
| 31 октября  | Сандерленд, Великобритания $10,000 — Хард(i) Турнир 2011                               | Ева Ваканно Кейтлин Хуриски 6-2 4-6 [10-8]                   | Мартина Борецкая Петра Крейсова                |
| 31 октября  | Стамбул, Турция $25,000 — Хард(i) Турнир 2011                                          | Леся Цуренко 6-1 7-5                                         | Ирина Хромачёва                                |
| 31 октября  | Стамбул, Турция $25,000 — Хард(i) Турнир 2011                                          | Людмила Киченок Надежда Киченок 4-6 6-1 [10-7]               | Мервана Югич-Салкич Ана Врлич                  |
| 31 октября  | Маунт-Гамбир, Австралия $25,000 — Хард Турнир 2011                                     | Бояна Бобушич 6-3 6-2                                        | Хан Сон Хи                                     |
| 31 октября  | Маунт-Гамбир, Австралия $25,000 — Хард Турнир 2011                                     | Стефани Бенгсон Тайра Кальдервуд Без игры                    | Изабелла Холланд Салли Пирс                    |
| 31 октября  | Грейпвайн, США $50,000 — Хард Турнир 2011                                              | Куруми Нара 1-6 6-0 6-3                                      | Сесиль Каратанчева                             |
| 31 октября  | Грейпвайн, США $50,000 — Хард Турнир 2011                                              | Джейми Хэмптон Чжан Шуай 6-4 6-0                             | Линдсей Ли-Уотерс Меган Мултон-Леви            |
| 31 октября  | Торонто, Канада $50,000 — Хард(i) Турнир 2011                                          | Амра Садикович 6-4 6-2                                       | Габриэла Дабровски                             |
| 31 октября  | Торонто, Канада $50,000 — Хард(i) Турнир 2011                                          | Габриэла Дабровски Мари-Эв Пеллетье 7-5 6-7(5) [10-4]        | Тимея Бабош Джессика Пегула                    |
| 31 октября  | Исманинг, Германия $50,000+Н — Хард(i) Турнир 2011                                     | Энн Кеотавонг 6-3 1-6 6-2                                    | Ивонн Мойсбургер                               |
| 31 октября  | Исманинг, Германия $50,000+Н — Хард(i) Турнир 2011                                     | Кики Бертенс Энн Кеотавонг 6-3 6-3                           | Кристина Барруа Ивонн Мойсбургер               |
| 31 октября  | Нант, Франция $50,000+Н — Хард(i) Турнир 2011                                          | Алисон Риск 6-1 6-4                                          | Ирина Бремон                                   |
| 31 октября  | Нант, Франция $50,000+Н — Хард(i) Турнир 2011                                          | Стефани Форетц-Гакон Кристина Младенович 6-0 6-4             | Жюли Куэн Ева Грдинова                         |
| 31 октября  | OEC Taipei Ladies Open Тайбэй, Тайвань $100,000+Н — Хард(i) Турнир 2011                | Аюми Морита 6-2 6-2                                          | Кимико Датэ-Крумм                              |
| 31 октября  | OEC Taipei Ladies Open Тайбэй, Тайвань $100,000+Н — Хард(i) Турнир 2011                | Чжань Юнжань Чжэн Цзе 7-6(5) 5-7 [10-5]                      | Каролина Плишкова Кристина Плишкова            |

### Ноябрь
| Дата начала | Турнир                                                                         | Чемпионки (Счёт финала)                                         | Финалистки                                      |
| ----------- | ------------------------------------------------------------------------------ | --------------------------------------------------------------- | ----------------------------------------------- |
| 7 ноября    | Анталия, Турция $10,000 — Грунт Турнир 2011                                    | Наталья Костич 6-4 2-6 6-2                                      | Лаура-Иоана Андрей                              |
| 7 ноября    | Анталия, Турция $10,000 — Грунт Турнир 2011                                    | Лаура-Иоана Андрей Ралука Елена Платон 6-4 6-1                  | Василиса Булгакова Елена Куликова               |
| 7 ноября    | Асунсьон, Парагвай $10,000 — Грунт Турнир 2011                                 | Романа Кароина Табак 6-7(4) 6-4 6-4                             | Тина Шихтль                                     |
| 7 ноября    | Асунсьон, Парагвай $10,000 — Грунт Турнир 2011                                 | Майлен Ору Мария Иригойен 6-1 2-6 [10-5]                        | Ульрикке Эйкери Андреа Гамис                    |
| 7 ноября    | Лафборо, Великобритания $10,000 — Хард(i) Турнир 2011                          | Тара Мур 7-6(5) 5-7 6-4                                         | Миртиль Жоржес                                  |
| 7 ноября    | Лафборо, Великобритания $10,000 — Хард(i) Турнир 2011                          | Тара Мур Франческа Стефенсон 3-6 6-2 [10-3]                     | Малу Эйдесгард Аманда Эллиотт                   |
| 7 ноября    | Манила, Филиппины $10,000 — Хард Турнир 2011                                   | Пеангтарн Плипыч 6-3 6-3                                        | Лу Цзясян                                       |
| 7 ноября    | Манила, Филиппины $10,000 — Хард Турнир 2011                                   | Луксика Кумкхум Пеангтарн Плипыч 6-3 6-0                        | Чжао Ицзин Чжэн Цзюнъи                          |
| 7 ноября    | Медельин, Колумбия $10,000 — Грунт Турнир 2011                                 | Ленка Бродшова 6-3 6-2                                          | Надя Эчеверрия-Алам                             |
| 7 ноября    | Медельин, Колумбия $10,000 — Грунт Турнир 2011                                 | Патрисия Ку-Флорес Катрин Габриэла Миранда-Чанг 6-4 7-6(4)      | Мартина Франтова Либби Мама                     |
| 7 ноября    | Монастир, Тунис $10,000 — Хард Турнир 2011                                     | Виктория Томова 3-1 — отказ                                     | Клаудиа Боцзова                                 |
| 7 ноября    | Монастир, Тунис $10,000 — Хард Турнир 2011                                     | Анита Гусарич Виктория Томова 6-3 5-7 [10-5]                    | Анастасия Харченко Николь Мелихар               |
| 7 ноября    | Монтего-Бей, Ямайка $10,000 — Хард Турнир 2011                                 | Шалена Шолл 6-2 6-2                                             | Катерина Крамперова                             |
| 7 ноября    | Монтего-Бей, Ямайка $10,000 — Хард Турнир 2011                                 | Келси Лоренте Шанель ван Нгуен 6-2 6-4                          | Элизабет Феррис Шалена Шолл                     |
| 7 ноября    | Салвадор, Бразилия $10,000 — Хард Турнир 2011                                  | Доменика Гонсалес 3-6 6-3 6-2                                   | Габриэла Се                                     |
| 7 ноября    | Салвадор, Бразилия $10,000 — Хард Турнир 2011                                  | Марсела-Гимараес Буэно Флавия Гимараес-Буэно 7-6(2) 3-1 — отказ | Барбара Луш Карина Вендитти                     |
| 7 ноября    | Беникарло, Испания $25,000 — Грунт Турнир 2011                                 | Гарбинье Мугуруса-Бланко 7-6(3) 6-7(4) 6-3                      | Елица Костова                                   |
| 7 ноября    | Беникарло, Испания $25,000 — Грунт Турнир 2011                                 | Инес Феррер-Суарес Рихел Хогенкамп 7-6(6) 6-4                   | Екатерина Иванова Александрина Найденова        |
| 7 ноября    | Ополе, Польша $25,000 — Хард(i) Турнир 2011                                    | Ана Врлич 6-3 2-6 7-6(4)                                        | Паула Каня                                      |
| 7 ноября    | Ополе, Польша $25,000 — Хард(i) Турнир 2011                                    | Наоми Броуди Кристина Младенович 7-6(5) 6-4                     | Паула Каня Магда Линетт                         |
| 7 ноября    | Goldwater Women's Tennis Classic Финикс, США $75,000 — Хард Турнир 2011        | Сесиль Каратанчева 6-1 7-5                                      | Мишель Ларшер де Бриту                          |
| 7 ноября    | Goldwater Women's Tennis Classic Финикс, США $75,000 — Хард Турнир 2011        | Джейми Хэмптон Айла Томлянович 3-6 6-3 [10-6]                   | Мария Санчес Ясмин Шнак                         |
| 13 ноября   | Консепсьон, Чили $10,000 — Грунт Турнир 2011                                   | Фернанда Брито 6-3 6-4                                          | Карла Лусеро                                    |
| 13 ноября   | Консепсьон, Чили $10,000 — Грунт Турнир 2011                                   | Алина Михеева Канделария Седано-Акоста 3-6 6-4 [10-3]           | Карла Лусеро Гуадалупе Перес-Рохас              |
| 13 ноября   | Экёрдрвиль-Энвиль, Франция $10,000 — Хард(i) Турнир 2011                       | Марина Заневская 6-4 6-2                                        | Анна-Лена Фридзам                               |
| 13 ноября   | Экёрдрвиль-Энвиль, Франция $10,000 — Хард(i) Турнир 2011                       | Элин Буйкенс Ева Ваканно 6-4 6-4                                | Эликсан Лешемия Сильвия Нирич                   |
| 13 ноября   | Манила, Филиппины $10,000 — Хард Турнир 2011                                   | Луксика Кумкхум 4-6 6-4 6-2                                     | Чжао Ицзин                                      |
| 13 ноября   | Манила, Филиппины $10,000 — Хард Турнир 2011                                   | Напацакорн Санкаев Варуня Вонгтинчай 6-1 3-6 [10-6]             | Луксика Кумкхум Пеангтарн Плипыч                |
| 13 ноября   | Монастир, Тунис $10,000 — Хард Турнир 2011                                     | Эстель Гисар 6-3 6-2                                            | Анастасия Харченко                              |
| 13 ноября   | Монастир, Тунис $10,000 — Хард Турнир 2011                                     | Маргарита Лазарева Екатерина Яшина 6-3 6-2                      | Сашка Гавриловска Андъела Новчич                |
| 13 ноября   | Винарос, Испания $10,000 — Грунт Турнир 2011                                   | Анастасия Гримальская Без игры                                  | Бьянка Ботто                                    |
| 13 ноября   | Винарос, Испания $10,000 — Грунт Турнир 2011                                   | Анастасия Гримальская Евгения Пашкова 6-3 6-1                   | Аманда Каррерас Каролина Пратс-Миллан           |
| 13 ноября   | Асунсьон, Парагвай $25,000 — Грунт Турнир 2011                                 | Романа-Каролина Табак 6-1 6-0                                   | Флоренсия Молинеро                              |
| 13 ноября   | Асунсьон, Парагвай $25,000 — Грунт Турнир 2011                                 | Джулия Коэн Тереза Мрдежа 6-3 2-6 [10-5]                        | Майлен Ору Мария Иригойен                       |
| 13 ноября   | Открытый чемпионат Словакии Братислава, Словакия $25,000 — Хард(i) Турнир 2011 | Леся Цуренко 7-5 6-3                                            | Каролина Плишкова                               |
| 13 ноября   | Открытый чемпионат Словакии Братислава, Словакия $25,000 — Хард(i) Турнир 2011 | Наоми Броуди Кристина Младенович 5-7 6-4 [10-2]                 | Кристина Плишкова Каролина Плишкова             |
| 13 ноября   | Траралгон, Австралия $25,000 — Хард Турнир 2011                                | Кейси Деллакква 7-5 7-6(6)                                      | Саша Джонс                                      |
| 13 ноября   | Траралгон, Австралия $25,000 — Хард Турнир 2011                                | Стефани Бенгсон Тайра Кальдервуд 6-7(2) 6-1 [10-8]              | Моника Адамчак Бояна Бобушич                    |
| 21 ноября   | Анталия, Турция $10,000 — Грунт Турнир 2011                                    | Даниэлла Хармсен 6-1 6-2                                        | Юлия Парасюк                                    |
| 21 ноября   | Анталия, Турция $10,000 — Грунт Турнир 2011                                    | Диана Энаке Даниэлла Хармсен 6-1 6-3                            | Далила Якупович Сара-Ребекка Секулич            |
| 21 ноября   | Ла-Марса, Тунис $10,000 — Грунт Турнир 2011                                    | Анастасия Гримальская 7-5 2-6 6-3                               | Мартина Карегаро                                |
| 21 ноября   | Ла-Марса, Тунис $10,000 — Грунт Турнир 2011                                    | Дезире Бастьянон Штеффи Дистельманс 7-5 6-2                     | Диана Исаева Маргарита Лазарева                 |
| 21 ноября   | Ранкагуа, Чили $10,000 — Грунт Турнир 2011                                     | Тина Шихтль 6-3 3-6 6-0                                         | Наташа Фуруклас                                 |
| 21 ноября   | Ранкагуа, Чили $10,000 — Грунт Турнир 2011                                     | Белен Людуэна Даниэла Сегель 6-4 4-6 [10-5]                     | Карла Форте Флавия Гимараес-Буэно               |
| 21 ноября   | Валь-де-Ушо, Испания $10,000 — Грунт Турнир 2011                               | Дарья Сальникова 5-7 6-2 6-1                                    | Пилар Домингес-Лопес                            |
| 21 ноября   | Валь-де-Ушо, Испания $10,000 — Грунт Турнир 2011                               | Виктория Голубич Магдалена Кищинска 7-5 3-6 [10-8]              | Ивонн Кавалье Реймерс Арабела Фернандес-Рабенер |
| 21 ноября   | Бендиго, Австралия $25,000 — Хард Турнир 2011                                  | Кейси Деллакква 6-2 6-2                                         | Изабелла Холланд                                |
| 21 ноября   | Бендиго, Австралия $25,000 — Хард Турнир 2011                                  | Стефани Бенгсон Тайра Кальдервуд 2-6 6-1 [10-5]                 | Саманта Маррей Сторм Сандерс                    |
| 21 ноября   | OrtoLääkärit Open Хельсинки, Финляндия $25,000 — Хард(i) Турнир 2011           | Тимея Бабош 6-3 6-1                                             | Яна Чепелова                                    |
| 21 ноября   | OrtoLääkärit Open Хельсинки, Финляндия $25,000 — Хард(i) Турнир 2011           | Жанетта Гусарова Эмма Лайне 5-7 7-5 [11-9]                      | Тимея Бабош Ирина Бурячок                       |
| 21 ноября   | Dunlop World Challenge Тоёта, Япония $75,000 +H — Ковёр(i) Турнир 2011         | Тамарин Танасугарн 6-2 7-5                                      | Кимико Датэ-Крумм                               |
| 21 ноября   | Dunlop World Challenge Тоёта, Япония $75,000 +H — Ковёр(i) Турнир 2011         | Макото Ниномия Рико Саваянаги Без игры                          | Каролин Гарсия Михаэлла Крайчек                 |
| 28 ноября   | Анталия, Турция $10,000 — Грунт Турнир 2011                                    | Илона Кремень 7-6(6) 6-7(4) 6-1                                 | Ксения Милевская                                |
| 28 ноября   | Анталия, Турция $10,000 — Грунт Турнир 2011                                    | Диана Энаке Даниэлла Хармсен 7-5 6-2                            | Елена-Теодора Кадар Иоана Лоредана Роска        |
| 28 ноября   | Росарио, Аргентина $25,000 — Грунт Турнир 2011                                 | Шанель Симмондс 6-3 6-4                                         | Джулия Коэн                                     |
| 28 ноября   | Росарио, Аргентина $25,000 — Грунт Турнир 2011                                 | Майлен Ору Мария Иригойен 4-6 6-1 [10-7]                        | Инес Феррер-Суарес Рихел Хогенкамп              |
| 28 ноября   | Вендрине, Чехия $25,000 — Хард(i) Турнир 2011                                  | Амра Садикович 5-7 6-1 7-6(5)                                   | Каролина Плишкова                               |
| 28 ноября   | Вендрине, Чехия $25,000 — Хард(i) Турнир 2011                                  | Михаэла Гончова Зузана Лукнарова 7-5 6-4                        | Ивета Герлова Луция Кригсманнова                |
| 28 ноября   | Al Habtoor Tennis Challenge Дубай, ОАЭ $75,000 — Хард Турнир 2011              | Ноппаван Летчивакан 7-5 6-4                                     | Кристина Младенович                             |
| 28 ноября   | Al Habtoor Tennis Challenge Дубай, ОАЭ $75,000 — Хард Турнир 2011              | Нина Братчикова Дарья Юрак 6-4 3-6 [10-6]                       | Акгуль Аманмурадова Александра Дулгеру          |

### Декабрь
| Дата начала | Турнир                                              | Чемпионки (Счёт финала)                           | Финалистки                             |
| ----------- | --------------------------------------------------- | ------------------------------------------------- | -------------------------------------- |
| 5 декабря   | Анталия, Турция $10,000 — Грунт Турнир 2011         | Виктория Кутузова 3-6 6-1 6-1                     | Патрича Мария Циг                      |
| 5 декабря   | Анталия, Турция $10,000 — Грунт Турнир 2011         | Хуля Эсен Лютфие Эсен 6-0 1-6 [10-7]              | Лаура-Иоана Андрей Ралука Елена Платон |
| 5 декабря   | Кито, Эквадор $10,000 — Грунт Турнир 2011           | Зузана Злохова 6-1 6-7(4) 6-2                     | Элизабет Феррис                        |
| 5 декабря   | Кито, Эквадор $10,000 — Грунт Турнир 2011           | Вероника Корнинг Николь Робинсон 6-3 6-4          | Надя Абдала Марина Данзини             |
| 5 декабря   | Солапур, Индия $10,000 — Хард Турнир 2011           | Анна Шкудун 6-3 4-6 6-0                           | Дениз Казанюк                          |
| 5 декабря   | Солапур, Индия $10,000 — Хард Турнир 2011           | Лу Цзясян Лу Цзяцзин 6-0 7-5                      | Иша Лакани Сри Вайшнави Педди Редди    |
| 5 декабря   | Буэнос-Айрес, Аргентина $25,000 — Грунт Турнир 2011 | Джулия Коэн 7-5 6-3                               | Романа Каролина Табак                  |
| 5 декабря   | Буэнос-Айрес, Аргентина $25,000 — Грунт Турнир 2011 | Майлен Ору Мария Иригойен 6-1 6-3                 | Тельяна Перейра Вивиан Сеньини         |
| 12 декабря  | Анталия, Турция $10,000 — Грунт Турнир 2011         | Дарья Сальникова 6-3 6-1                          | Ясмина Кайтазович                      |
| 12 декабря  | Анталия, Турция $10,000 — Грунт Турнир 2011         | Джола Барбьери Джулия Пазини 7-6(6) 4-6 [10-5]    | Башак Эрайдын Илона Кремень            |
| 12 декабря  | Джибути, Джибути $10,000 — Хард Турнир 2011         | Шивика Бурман 7-5 0-6 6-3                         | Маргарита Лазарева                     |
| 12 декабря  | Джибути, Джибути $10,000 — Хард Турнир 2011         | Александра Романова Пуяшри Венкатеша 6-1 6-0      | Диана Исаева Анна Моргина              |
| 12 декабря  | Пуна, Индия $10,000 — Хард Турнир 2011              | Лу Цзяцзин 6-3 6-2                                | Нича Летпитаксинчай                    |
| 12 декабря  | Пуна, Индия $10,000 — Хард Турнир 2011              | Лу Цзясян Лу Цзяцзин 6-7(6) 6-1 [10-5]            | Тамара Чурович Анна Шкудун             |
| 12 декабря  | Сантьяго, Чили $25,000 — Грунт Турнир 2011          | Вероника Сепеде Роиг 6-0 1-6 6-3                  | Майлен Ору                             |
| 12 декабря  | Сантьяго, Чили $25,000 — Грунт Турнир 2011          | Инес Феррер-Суарес Рихел Хогенкамп 6-4 3-6 [10-5] | Майлен Ору Мария Иригойен              |
| 19 декабря  | Джибути, Джибути $10,000 — Хард Турнир 2011         | Александра Романова 6-3 6-4                       | Анна Моргина                           |
| 19 декабря  | Джибути, Джибути $10,000 — Хард Турнир 2011         | Александра Романова Пуяшри Венкатеша 7-5 7-6(8)   | Диана Исаева Маргарита Лазарева        |
| 19 декабря  | Пуна, Индия $25,000 — Хард Турнир 2011              | Селин Каттанео 2-6 7-5 6-3                        | Анна Шкудун                            |
| 19 декабря  | Пуна, Индия $25,000 — Хард Турнир 2011              | Лу Цзясян Лу Цзяцзин 6-1 6-3                      | Варатчая Вонгтинчай Варуня Вонгтинчай  |
| 19 декабря  | Анкара, Турция $50,000 — Хард(i) Турнир 2011        | Кристина Младенович 7-5 5-7 6-1                   | Валерия Савиных                        |
| 19 декабря  | Анкара, Турция $50,000 — Хард(i) Турнир 2011        | Нина Братчикова Дарья Юрак 6-4 6-2                | Жанетта Гусарова Каталин Мароши        |
| 26 декабря  | Тюмень, Россия $50,000 — Хард(i) Турнир 2011        | Юлия Путинцева 6-2 6-4                            | Элина Свитолина                        |
| 26 декабря  | Тюмень, Россия $50,000 — Хард(i) Турнир 2011        | Дарья Кустова Ольга Савчук 6-0 6-2                | Натела Дзаламидзе Маргарита Гаспарян   |